# Метод ізохрон обводнення
Метод ізохрон обводнення (рос. метод изохрон обводнения; англ. method of waterflooding isochrones; нім. Methode f der Bewässerungsisochronen) — метод дослідження процесу заводнення нафтового покладу, який передбачає побудову карт ізохрон обводнення і з їх допомогою — оцінку в динаміці коефіцієнта охоплення покладу заводненням диференційовано для різних її частин і прогноз кінцевої нафтовіддачі.